# Le Dernier Gaulois
Pour plus de détails, voir Fiche technique et Distribution.
Le Dernier Gaulois est un docu-fiction franco-belge réalisé par Samuel Tilman et diffusé pour la première fois en Belgique sur la Trois le 21 décembre 2015. Alternant l'animation en images de synthèse et les prises de vue réelles, le film relate la vie en Gaule avant et pendant la Guerre des Gaules et le siège d'Alésia, à travers l'itinéraire d'un personnage principal fictif, un aristocrate éduen nommé Apator. 

## Synopsis
Dans l'attente de la dernière sortie des Gaulois assiégés à Alésia par les Romains, Apator, riche aristocrate éduen, qui touche à la fin de sa vie, se remémore comment il en est arrivé là. Quelques années plus tôt, il menait un commerce de vin prospère auprès des Romains qui venaient s'approvisionner en Gaule. Cette partie est l'occasion pour le documentaire d'exposer la vie quotidienne des Gaulois dans les dernières années avant la guerre des Gaules. Peu à peu, cet équilibre est remis en cause par Jules César dont l'ambition politique à Rome implique un triomphe militaire et des conquêtes en Gaule. Apator comprend peu à peu que César mine le pouvoir des assemblées gauloises et utilise leurs rivalités pour accroître sa propre influence. Les chefs hostiles à César, dont fait partie Acco, un ami d'Apator, sont minoritaires. Acco est pris et César convoque les chefs gaulois alliés à Rome à Durocortorum pour leur faire approuver sa condamnation à mort, alors que ce sont normalement les druides qui rendent ce type de jugement. Acco est condamné et exécuté, mais Apator se rend compte que César va trop loin. Il entre alors en pourparlers avec un jeune chef ambitieux hostile à César, Vercingétorix. Mais l'unité contre César est loin d'être faite, car Vercingétorix est un Arverne. Or les Arverners et leurs alliés, peuplant grosso modo le centre de la Gaule, s'opposent par une hostilité de longue date aux Éduens et à leurs alliés, situés davantage dans l'est, et sur lesquels Rome s'appuie. Le fils d'Apator, qui compte reprendre son commerce après lui, peine à comprendre le danger que représente César. Apator s'appuie sur sa belle-fille pour financer Vercingétorix et pour tenter de persuader son fils.
La seconde moitié du docu-fiction relate les grands moments de la guerre des Gaules, dont la bataille de Gergovie, puis se concentre sur le siège d'Alésia, toujours par les yeux d'Apator et de sa famille. Le documentaire évoque la supériorité de la logistique et de l'armement des Romains et l'échec de la stratégie de Vercingétorix, qui ne parvient pas à affaiblir les légions romaines autant qu'il l'aurait souhaité avant de devoir s'enfermer dans l'oppidum d'Alésia en 52 avant J.-C. Contrairement à ce qu'affirme César, qui évoque des Gaulois féroces, il est probable que la victoire qu'il remporte finalement contre les assiégés s'est faite contre des guerriers affaiblis et démoralisés. L'histoire d'Apator et de son fils, tenté par la trahison au profit des Romains mais finalement fidèle à son père, reflète les tensions internes au camp des Gaulois enfermés et affamés. César doit cependant affronter l'armée de secours venue pour briser le siège : malgré l'infériorité numérique très nette dont souffrent ses légions, il compense ce désavantage grâce à son système de doubles fortifications (une enceinte interne pour enfermer Alésia et une seconde, externe, pour se protéger de l'extérieur) et à l'armement de ses légions. Le docu-fiction se termine avec la mort d'Apator et de son fils sur le champ de bataille, puis la capture de Vercingétorix, emprisonné pendant six ans puis exécuté lors du triomphe de César.

## Fiche technique
- Titre : Le Dernier Gaulois. Mémoires d'un guerrier
- Réalisation : Samuel Tilman
- Production déléguée : Fabrice Coat
- Production exécutive : Michel Spavone
- Coproducteur : Marie Besson
- Production : Program33, Eklektik Productions, Fortiche Production, RTBF
- chef monteur son : Jean-Francois Levillain et le studio chocolat-noisette à Bruxelles
- Pays :  France,  Belgique
- Langue : français
- Durée : 90 minutes
- Budget : environ 2,6 millions d'euros[1]
- Premières diffusions :
  -  Belgique : 21 décembre 2015 sur la Trois[2]
  -  France : 29 décembre 2015 sur France 2[3].

## Distribution
- Narration en voix off : Clovis Cornillac
- Christophe Paou
- Frédéric van den Driessche
- Vincent Nemeth
- Marcel Gonzalez
- Romain Ogerau

## Production

### Documentation historique

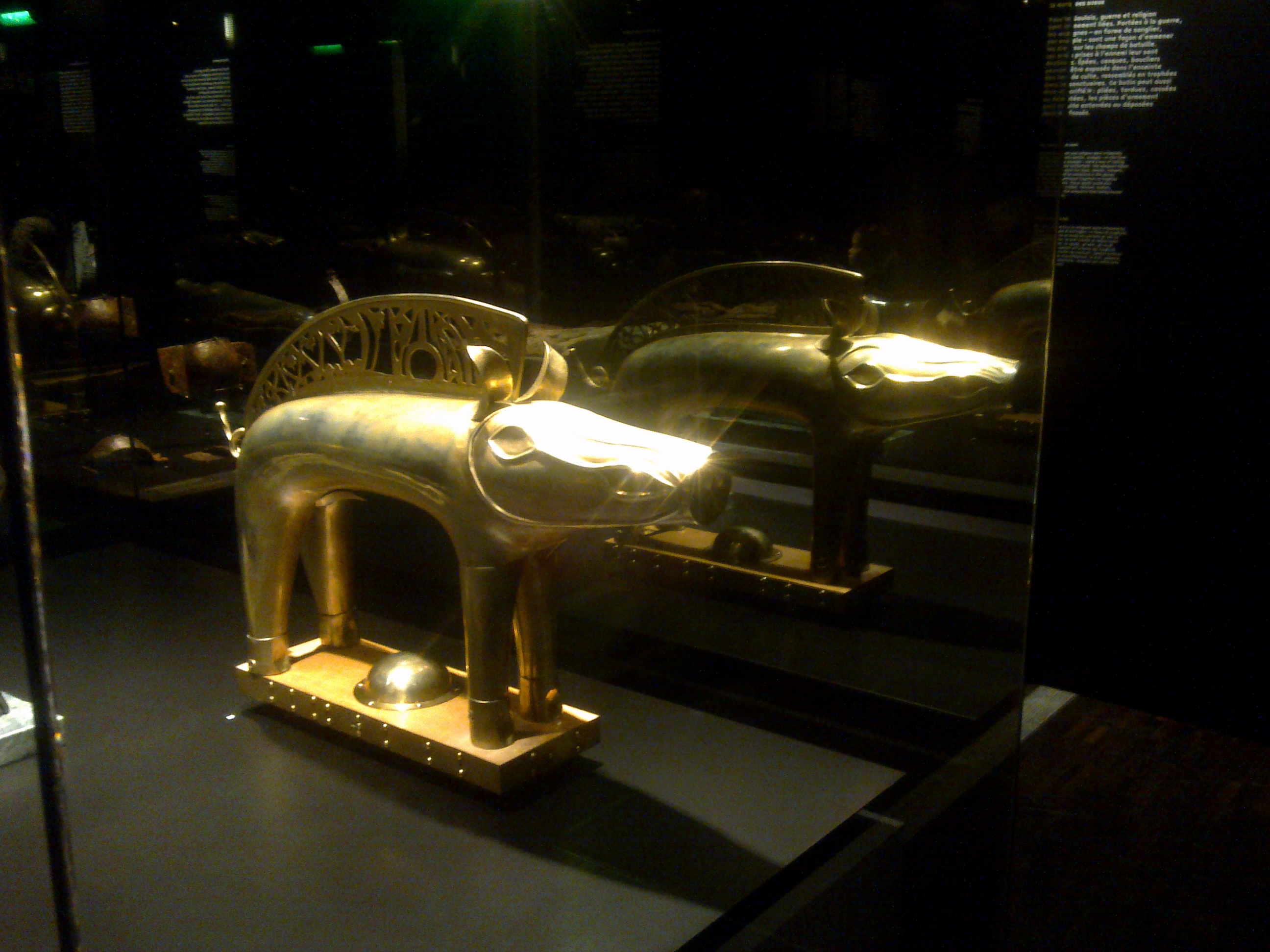
Enseigne militaire gauloise (sanglier stylisé) conservée au musée de Soulac-sur-Mer. Une enseigne à cette effigie apparaît dans le docufiction.

L'équipe du film travaille avec Jean-Louis Brunaux, chercheur au CNRS et spécialiste de la civilisation gauloise. Le but principal du documentaire est de montrer au grand public les dernières avancées de la recherche sur les Gaulois, qui ont largement changé l'image que les chercheurs se font de ce peuple au cours des dernières décennies. Les textes antiques actuellement connus parlant des Gaulois sont tous écrits par des Romains et offrent des points de vue biaisés quoique importants : il s'agit principalement des ouvrages de Jules César et de Pline l'Ancien. Les découvertes récentes proviennent surtout des fouilles archéologiques, que le film évoque brièvement. Les producteurs font cependant le choix d'ajouter une narration et d'intégrer des reconstitutions recourant à l'animation afin que le propos soit accessible à un public plus large.
Les découvertes archéologiques des dernières décennies montrent notamment que les Gaulois menaient de nombreux échanges avec des cultures variées (on a retrouvé du verre syrien dans la tombe d'un dignitaire gaulois). Elles mettent aussi à mal le "roman national" qui mettait en scène une opposition farouche et complète entre Gaulois et Romains : en réalité, les modes de vie des deux cultures étaient moins éloignés que ce qu'on pensait auparavant. De plus, Gaulois et Romains ont longtemps entretenu des relations globalement pacifiques avant la guerre de Gaules.
Les personnages fictifs du docufiction portent des noms répandus à l'époque, comme Apator, Lug ou Albiana. Les scénaristes s'abstiennent en revanche d'utiliser certains types de noms de peur de semer la confusion chez les spectateurs : les noms en "-us" ou "-um" d'origine romaine et les noms en "-os" d'origine grecque existaient aussi, de même que des noms en "-ix" qui sont évités afin de ne pas rappeler la bande dessinée Astérix et les nombreux clichés qu'elle véhicule sur les Gaulois. Les noms très longs (quatre ou cinq syllabes), quoique assez fréquents, sont aussi évités afin de ne pas surcharger les dialogues.
Les vêtements qui apparaissent dans le film constituent une interprétation fondée sur ce que l'on sait des textiles et des habitudes vestimentaires gauloises. Le but principal des concepteurs est de battre en brèche les idées reçues sur les peaux de bête ou les vêtements peu élaborés qu'auraient portés les Gaulois, alors qu'en réalité leur culture était plutôt raffinée dans ce domaine, avec des étoffes tissées parfois de grande qualité, teintes de couleurs variées et ornées de motifs tels que des carreaux ou des rayures. Les personnalités des différents peuples gaulois portaient des couleurs dominantes variables : les Éduens appréciaient le bleu tandis que les Arvernes privilégiaient le rouge, le marron et l'ocre.
Les séquences en prises de vue réelles du docufiction donnent des aperçus des techniques artisanales gauloises et montrent certaines œuvres ou vestiges gaulois comme le cratère de Vix retrouvé dans une tombe féminine et datant de la fin du VIe siècle av. J.-C. (soit près de 500 ans avant la guerre des Gaules).
Le film édulcore en partie la violence des pratiques guerrières mais en donne un aperçu. Une séquence montre des Gaulois fichant sur un pieu la tête coupée d'un légionnaire à l'entrée d'un de leurs oppidums : la pratique était courante et en réalité il aurait fallu montrer de nombreuses têtes. Les Gaulois aimaient aussi conserver les têtes coupées de leurs ennemis dans des coffres de leurs maisons ou bien les clouer sur leurs frontons. Pour des raisons de temps, de budget et de public ciblé, le film ne multiplie pas les scènes de combat, mais donne à voir leur résultat avec les champs de bataille jonchés de cadavres, moyen indirect d'évoquer la violence des affrontements sans montrer d'images trop crues.

### Animation

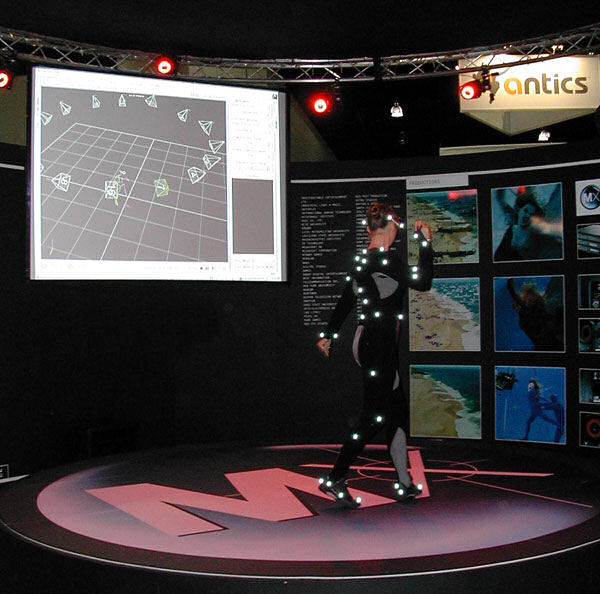
Un danseur portant une combinaison avec des marqueurs passifs réfléchissants, lors d'une capture optique de mouvement.

Le film utilise l'animation en images de synthèse à rendu 2D pour les séquences de reconstitution, qui constituent la plus grande partie du film, mais contient aussi quelques scènes tournées en prises de vue réelles. Les séquences animées adoptent volontairement un rendu non photoréaliste qui se rapproche davantage de la bande dessinée ou de certains graphismes de jeux vidéo, avec un style graphique aux contrastes poussés et doté d'un fort étalonnage de couleurs. Le but du réalisateur est d'éviter la sensation d'étrangeté et d'anachronisme qu'éprouvent souvent les spectateurs devant les scènes de reconstitutions costumées des documentaires en prises de vue réelles. C'est aussi une réponse à des contraintes budgétaires beaucoup plus fortes que celles des péplums à gros budget : un rendu photoréaliste aurait coûté beaucoup plus cher, pour un rendu pas nécessairement plus convaincant. 
Le travail préparatoire pour élaborer l'univers visuel de ces séquences animées prend environ un an. Outre les dessins préparatoires, l'équipe du film fait appel à Geoffroy Thoorens pour réaliser un color script qui donne une idée précise de l'ambiance lumineuse et des couleurs de chaque plan.
L'animation se fonde sur la technique de la capture de mouvement qui consiste à filmer des acteurs revêtus de combinaisons moulantes bardées de repères visuels destinés à modéliser leurs silhouettes, leurs mouvements et leurs expressions en images de synthèse. Ce travail est réalisé par le studio français Fortiche Production, qui recourt à un groupe d'une petite dizaine d'acteurs et d'actrices et filme également des chevaux. Les silhouettes obtenues sont ensuite retravaillées, habillées de polygones et de textures, puis intégrées à des décors modélisés par ordinateur.

### Son
La narration en voix off est assurée par l'acteur Clovis Cornillac. Les dialogues des séquences animées sont refaits en studio après tournage.
L'élaboration du Dernier Gaulois dure trois ans et demi en tout. Le budget du docufiction s'élève à 2,6 millions d'euros.

## Diffusions
Le Dernier Gaulois est diffusé pour la première fois à la télévision en Belgique, sur la chaîne la Trois, le 21 décembre 2015. Il est ensuite diffusé en France sur la chaîne France 2 le 29 décembre 2015.

## Accueil critique
Dans l'hebdomadaire culturel Télérama, Vincent Arquillière donne une critique très favorable du Dernier Gaulois. Il apprécie la volonté du docufiction de « [vulgariser] des découvertes récentes », loin des clichés du cinéma ou de la bande dessinée. Il estime que « le récit tient en haleine sans rien sacrifier de la rigueur historique et scientifique, à quelques concessions près (tout le monde parle le français d'aujourd'hui) » et juge « très fluide » l'alternance entre l'animation (qu'il rapproche des images de synthèse des jeux vidéo) et les prises de vue réelles. Le magazine de télévision Télé Loisirs donne au docufiction la note de 3 sur 5 (« Pas mal ») et indique : « Illustrées par des images de synthèse de qualité, la prise de la Gaule par César et la bataille d'Alésia sont bien reconstituées et racontées ». Dans le magazine de télévision Télé 7 jours, Hacène Chouhaoui donne au docufiction la note de 3 sur 4 et le considère comme une « œuvre originale et très instructive qui se laisse regarder comme un passionnant péplum », mais il regrette que « les auteurs, privilégiant l'intrigue, n'aient pas plus approfondi les aspects de la vie quotidienne et des croyances religieuses ». Dans Le Monde, Philippe-Jean Catinchi souligne que « l'information scientifique de ce Dernier Gaulois est impeccable ». Le quotidien Le Figaro félicite "le rendu criant de vérité, d'une beauté époustouflante et d'une force émotionnelle inégalée".